# Avaya
Avaya Inc. е американска компания, световен лидер в областта на IP телефонията.
Специализирана е в проектирането, разработката, развитието и администрирането на корпоративни мрежи за широк спектър от фирми, малки предприятия и нетърговски фондове до крупни корпорации и правителствени учреждения. Основана е в Ню Джърси през 2000 г.
Длъжностно лице е за Зимните олимпийски игри, 2010 г. и е доставчик на 10 Gigabit Ethernet мрежа. Avaya е официален доставчик на съобщенията за Световното първенство по футбол през 2006 г.

## Продукти (съобщения)
- Avaya Aura AS-5300
- Avaya Aura Application Enablement Services
- Avaya Aura Communication Manager
- Avaya Aura Communication Manager Branch
- Avaya Aura Communication Manager Messaging
- Avaya Aura Media Services
- Avaya Aura Presence Services
- Avaya Aura Session Manager
- Avaya Aura System Platform
- Avaya Aura SIP Enablement Services
- Avaya Aura System Manager
- Avaya Integrated Management
- Avaya Communication Server 1000

## Данни за продукти
- Virtual Services Platform 9000 (VSP 9000)
- Ethernet Routing Switch (ERS) 8800
- Ethernet Routing Switch (ERS) 8300
- Ethernet Routing Switch (ERS) 5600
- Ethernet Routing Switch (ERS) 5500
- Ethernet Routing Switch (ERS) 4500
- Ethernet Routing Switch (ERS) 2500
- Secure Router 4134/2330
- WLAN 8100
- VPN Gateway
- Identity Engines